# 31型フリゲート
31型フリゲート（英語: Type 31 frigate）は、イギリス海軍向けに建造されているフリゲートの艦級。各艦の予定艦名からインスピレーション級（英: Inspiration-class）とも称される。

## 来歴
2010年の戦略防衛・安全保障見直し（Strategic Defence and Security Review: SDSR）で、イギリス海軍の23型フリゲート13隻の後継艦を建造するGCS（Global Combat Ship）計画が承認され、BAEシステムズが開発作業を受注した。しかし2015年版のSDSRにおいて計画が見直され、GCS計画艦（26型フリゲート）のうち対潜型8隻の計画は維持する一方、汎用型5隻については、より安価な艦に振り替えられることになった。
この汎用艦は、当初はGPFF（General Purpose Frigate）と称されていたが、2016年7月の防衛と安全保障に関する講演会において、第一海軍卿フィリップ・ジョーンズ提督によって31型フリゲートと命名された。

### 国家造船戦略
フィナンシャル・タイムズ紙は、防衛アナリストの言葉を引用し、国防省、財務省、海軍内部の役人はBAEのクライド造船所の技術と造船能力を維持するという10年前の取り決めに長い間反対しており、この入札競合は海軍造船業界におけるBAEの支配を打破することを意図しているように見えると延べ、31型の入札はBAEを含む入札を除外する可能性があると報じた。しかし国防省は入札は納期短縮とコスト削減のために行われたとして報道を否定した。
国の造船能力を維持するため、2017年の国家造船戦略では、1番艦の就役を2023年とする31型フリゲート艦5隻の初期バッチを発注、そのコストをそれぞれ最大2億5,000万ポンドとし、その後イギリス海軍向けに31型の第2バッチを発注することを提案した。31型はクイーン・エリザベス級航空母艦と同様に、複数の民間造船所でパーツを建造し、中央造船所で組み立てるブロック工法で建造予定である。

### 設計入札
2017年、31型の候補として様々な企業から複数の設計が提案された。BAEシステムズ社は、リバー型哨戒艦バッチ2の大幅な改良型「アベンジャー」と、ハリーフ級コルベットを大幅に拡張改良した「カットラス」という2つの設計を提案。BMT社は「ベネター110」、ステラ・システムズ社は「スパルタン」、バブコック・インターナショナル社は「アローヘッド120」という設計をそれぞれ提案した。
2017年10月、BAEシステムズは、クライドの造船所（新型のリバー級哨戒艦と26型フリゲートを建造中）の能力の制約を理由に、主契約者としての31型の入札から撤退することを発表。代わりにBAEはキャメル・レアード社との提携を発表し、BAEが設計とシステム統合のノウハウを提供し、キャメル・レアードが主契約者となり、バーケンヘッドの造船所で艦船の組み立てを担当するとした。計画された設計は、イギリス海軍が過去に運用した3つの艦級名にちなみ「Leander」と名付けられた。
2017年11月、BMTとバブコックが31型に関する協力協定を締結したことが発表された。両社はそれぞれの「Venator 110」「Arrowhead 120」のどちらかを選択するのではなく、最良の選択肢を決定するため設計を検討するとした。2018年5月末、バブコックはBMT及びタレス・グループと提携し、デンマークのイーヴァル・ヒュイトフェルト級フリゲートの船体を基にした「Arrowhead 140」の設計を発表した。
2018年7月20日、入札が「適合する入札が不十分」であったため中断されたが、タイムズ紙はこれが国防総省の予算不足によるものであると報道した。その後2018年8月に再開された。

### 競争設計段階
2018年12月10日、競争設計段階で3組が選ばれた。
- BAE システムズ/キャメル・レアードのLeande設計
- バブコック/BMT/タレスグループのアローヘッド140設計
- アトラス・エレクトロニークUK/ティッセンクルップ・マリン・システムズ（MEKO A-200型フリゲートをベースとする）

2019年9月12日、31型フリゲート用にアローヘッド140の設計が採用されたことが発表された。2019年11月15日にバブコックと契約が正式に締結され、1隻あたりのコストは2億5,000万ポンド、計画全体の総コストは20億ポンドとされた。
2020年1月20日、議会決算委員会(the Public Accounts Commitee)は国防次官から、1番艦は2023年までに進水するが、就役は2027年になるとの報告を受けた。これは就役時期が2023年になるという以前の発言とは矛盾する。2022年9月に、バブコック・インターナショナル社の企業担当最高責任者ジョン・ハウイ氏は5隻すべてが2028年までに海軍に「引き渡し」されると述べたが、他の報道によると実際の「就役」時期は遅延するとされる。

## 設計
上記の経緯もあり、31型の設計はデンマーク海軍のイーヴァル・ヒュイトフェルト級フリゲートをベースとしている。ただしイーヴァル・ヒュイトフェルト級はDNVの規定に則って設計されたのに対し、31型はロイド艦艇規定（Lloyd's Register Naval Ship Rules）、北大西洋条約機構（NATO）の艦艇規定（ANEP-77 Naval Ship Code）、そしてイギリス軍の艦艇規定（UK DefStan 02-900 General Naval Standard）に準拠するように改訂されており、区画割りや配管などの設計、生残性に関わる要件などが変更されているとされる。
船型は平甲板型、L/B比は6.8と肥えた船体形状となっている。艦橋後方の上部構造物側面には搭載艇の揚降に用いるための大きな開口部（ボート・ベイ）が設けられており、非使用時はレーダー波の反射を抑えるためのシャッターで覆われている。ボート・ベイは右舷に2か所、左舷に1か所設けられており、パシフィック24（PAC-24）型複合艇を1隻ずつ搭載して、乗船や捜索、麻薬対策のために運用する。このほか、煙突付近の艦内に床面積119平方メートルのミッション・スペースを確保しており、20 ftコンテナ6個を収容して物資輸送に用いることができるほか、コンテナと同サイズにまとめたミッション機材の搭載も可能とされる。
機関はイーヴァル・ヒュイトフェルト級と同じくCODAD方式で、MTU 20V 8000 M71ディーゼルエンジン（出力8 MW, 11,000 hp）を4基搭載して、減速機を介して2軸のスクリュープロペラを駆動する。減速機はRenk社、プロペラと推進軸はMANエナジー・ソリューションズが担当する。また発電機を駆動するため、MTU 16V 2000 M41Bディーゼルエンジン（出力900 kW）4基も搭載される。

## 装備

### C4ISR
戦術情報処理装置としては、タレス社のTACTICOSベースライン2を搭載し、OpenSPLICEデータ配信システム（Data Distribution Service: DDS）を組み合わせる。
レーダーもタレス社製で、1面・旋回式のアクティブ・フェーズドアレイ・アンテナを用いたNS110を搭載する。また射撃指揮用として、電子光学センサーを用いたミラドール方位盤も搭載される。一方で、潜水艦探知用のソナーについては報じられておらず、魚雷防御用のSSTD（Surface Ship Torpedo Defence）に組み込まれた魚雷探知機能のみを有する可能性が指摘されている。

### 武器システム
艦砲として70口径57mm単装速射砲（ボフォースMk.3）を前甲板に1基搭載するほか、近距離用として70口径40mm単装機関砲（ボフォースMk.4）を前後に1基ずつ搭載する。
個艦防空ミサイルとしてはシーセプターが採用されており、最大24セルのVLSが装備される。また2023年5月には、長距離打撃力を付与するためにMk.41 VLSを搭載する構想が明らかにされており、シーセプターのVLSをこちらに統合する可能性も指摘されている。長距離打撃力としては、トマホークまたはFC/ASW (Future Cruise/Anti-Ship Weapon) が搭載されるものとみられている。
格納庫にはマーリンまたはワイルドキャットを収容でき、ヘリコプター甲板はチヌークの運用も可能。

## 比較
| ·        | Template‐ノート:同規模フリゲートに、このページに関する疑問があります。（2025年3月） 疑問の要約：テンプレート名と選択基準の妥当性 |                            |                            |                             |                            |                                            |                                         |                             |
|          | | もがみ型                   | 新型FFM                    | 054A型                      | 054B型                     | C・ベルガミーニ級                          | A・ゴルシコフ級                         | 31型                        |
| 船体     | 満載排水量 | 5,500 t                    | 6,200 t                    | 4,050 t                     | 6,000 t                    | 5,950 t                                    | 5,400 t                                 | 5,700 t                     |
| 船体     | 全長 | 133.0 m                    | 142.0 m                    | 134.0 m                     | 150.0 m                    | 142.0 m                                    | 135.0 m                                 | 138.7m                      |
| 船体     | 全幅 | 16.3 m                     | 17.4 m                     | 15.0 m                      | 18.0 m                     | 19.4 m                                     | 16.0 m                                  | 未公表                      |
| 主機     | 方式 | CODAG                      | CODAG                      | CODAD                       | CODAD                      | CODLAG                                     | CODAG                                   | CODAD                       |
| 主機     | 出力 | 70,000 ps                  | 不明                       | 28,200 ps                   | 未公表                     | 43,500 shp                                 | 55,000 ps                               | 未公表                      |
| 主機     | 速力 | 30 kt                      | 30 kt                      | 27 kt                       | 未公表                     | 27 kt                                      | 29-30 kt                                | 28 kt                       |
| 兵装     | 砲熕 | 62口径5インチ単装砲×1基    | 62口径5インチ単装砲×1基    | 60口径76mm単装砲×1基        | 100mm単装砲×1基            | 64口径127mm単装砲×1基                      | 70口径130mm単装砲×1基                   | 70口径57mm単装砲×1基        |
| 兵装     | 砲熕 | 62口径5インチ単装砲×1基    | 62口径5インチ単装砲×1基    | 60口径76mm単装砲×1基        | 100mm単装砲×1基            | 62口径76mm単装砲×1基                       | 70口径130mm単装砲×1基                   | 70口径40mm機関砲×1基        |
| 兵装     | 砲熕 | 機関銃架×2基               | 不明                       | 1130型CIWS×2基              | 1130型CIWS×1基             | 80口径25mm単装機銃×2基                     | パラシ CIWS×2基                         | 7.62mm機関銃×8挺            |
| 兵装     | ミサイル | Mk.41 VLS×16セル （07式）  | Mk.41 VLS×32セル           | VLS×32セル （HQ-16 / CY-3） | VLS×32セル （HQ-16FE）     | シルヴァーA50 VLS×16セル （アスター15/30） | 3K96 VLS×32セル （9M96E2-1/E、9M110）   | VLS×24セル （シーセプター） |
| 兵装     | ミサイル | SeaRAM 11連装発射機×1基    | SeaRAM 11連装発射機×1基    | VLS×32セル （HQ-16 / CY-3） | HHQ-10 24連装発射機×1基    | シルヴァーA50 VLS×16セル （アスター15/30） | 3K96 VLS×32セル （9M96E2-1/E、9M110）   | VLS×24セル （シーセプター） |
| 兵装     | ミサイル | 17式 4連装発射筒×2基       | 17式 4連装発射筒×2基       | YJ-83 4連装発射筒×2基       | YJ-83 4連装発射筒×2基      | テセオ 4連装発射筒×4基                     | UKSK VLS×16セル （P-800、カリブルNK）   | Mk.41 VLS （SLCM・SSM）     |
| 兵装     | 水雷 | 324mm3連装短魚雷発射管×2基 | 324mm3連装短魚雷発射管×2基 | 324mm3連装短魚雷発射管×2基  | 324mm3連装短魚雷発射管×2基 | 324mm3連装短魚雷発射管×2基                 | 4連装短魚雷発射管×2基                   | ―                           |
| 艦載機   | 艦載機 | SH-60K×1機                 | SH-60K×1機                 | Z-9C / Ka-28×1機            | Z-20×1機                   | NFH90×1機                                  | Ka-27×1機                               | AW159 / AW101×1機           |
| 同型艦数 | 同型艦数 | 6隻/12隻予定 （4隻艤装中） | 12隻予定                   | 40隻/50隻予定 （6隻艤装中） | 2隻/20隻予定               | 12隻予定 （2隻艤装中）                     | 2隻 / 15隻予定 （1隻艤装中、5隻建造中） | 10隻予定 （4隻建造中）      |

## 同型艦

### 艦名の由来
本級は「インスピレーション級」とも称される。5隻の艦名はいずれも過去に顕著な功績を残した艦艇の名前を受け継いでいるが、選定基準として将来のイギリス海軍・イギリス海兵隊にとって重要な様々なテーマに沿った「インスピレーション」を与える戦歴の艦名が選ばれている。2021年5月19日、第一海軍卿トニー・ラダキン大将によって艦名および選定理由が発表された。2023年現在、すべての艦は2030年2月までに就役予定である。
- 「アクティヴ」…権益保護のため世界中に艦艇を前方展開する能力を象徴。
  - 1982年のフォークランド紛争において活躍した21型フリゲート「アクティヴ」に由来。
- 「ブルドッグ」…北大西洋での作戦を象徴。
  - 第二次世界大戦で船団護衛に従事し、1941年5月9日にU-110を拿捕・エニグマ暗号機鹵獲に成功したB級駆逐艦「ブルドッグ」に由来。
- 「フォーミダブル」…航空母艦の運用を象徴。
  - 第二次世界大戦中に地中海・大西洋・太平洋の各地で戦ったイラストリアス級航空母艦「フォーミダブル」に由来。
- 「ヴェンチャラー」…技術と革新を象徴。
  - 第二次世界大戦末期の1945年2月9日、双方が潜航状態のままU-864を魚雷で撃沈し「双方が潜航中の状況で敵潜水艦撃沈に成功した唯一の潜水艦」となったV級潜水艦「ヴェンチャラー」に由来。
- 「キャンベルタウン」…将来コマンド部隊（英語版）を象徴。
  - 1942年3月28日のサン＝ナゼール強襲において、火船としてノルマンディ・ドック（英語版）に突入・自爆したタウン級駆逐艦「キャンベルタウン」に由来。

### 一覧表
| #   | 艦名             | 建造                          | 発注            | 起工           | 進水           | 就役 |
| --- | ---------------- | ----------------------------- | --------------- | -------------- | -------------- | ---- |
| F12 | ヴェンチャラー   | バブコック インターナショナル | 2019年 11月15日 | 2022年 4月26日 | 2025年 6月15日 |      |
|     | アクティヴ       | バブコック インターナショナル | 2019年 11月15日 | 2023年 9月16日 |                |      |
|     | フォーミダブル   | バブコック インターナショナル | 2019年 11月15日 | 2025年 2月13日 |                |      |
|     | ブルドッグ       | バブコック インターナショナル | 2019年 11月15日 | 計画中         |                |      |
|     | キャンベルタウン | バブコック インターナショナル | 2019年 11月15日 | 計画中         |                |      |

### 輸出型
2021年6月30日、バブコック社がギリシャ、インドネシア、ポーランド、その他2カ国と31型契約の可能性について協議中であることが報じられた。

#### インドネシア
インドネシア国防省は2020年4月に覚え書きに署名し、2021年5月にプロジェクトの予算が遅延という通達されるなど問題こそあったものの、2021年9月16日にバブコック社はPAL インドネシア社に対し、インドネシア海軍向けに31型の派生型アローヘッド140 (AH140) 設計を提供するライセンス契約を締結したと発表。
このクラスは現地でFregat Merah Putih（レッドホワイトフリゲート）と命名された。 2022年12月9日に1番艦のスチールカットが行われた。イーヴァル・ヒュイトフェルト級と同じくトルコのハヴェルサンによる戦闘管理システムを選定しており、バブコック社は2023年8月25日に1隻目のフリゲートの起工がスラバヤで行われたと発表した。
| # | 艦名                 | 建造             | 発注       | 起工           | 進水 | 就役 |
| - | -------------------- | ---------------- | ---------- | -------------- | ---- | ---- |
|   | (メラ・プティ計画艦) | PAL インドネシア | 2021年 9月 | 2023年 8月25日 |      |      |

#### ポーランド
2022年3月4日、バブコック社はポーランドのフリゲートの入札で勝利したことを発表。ポーランド国防省はBAEのリアンダー型やティッセンクルップのMEKO 200型を含めてミエチュニク（MIECZNIK）計画として提案された3つの設計案からバブコックのアローヘッド140を選択し、国営企業PGZを選定し、3隻を建造を決定した。2023年10月4日には31型フリゲート同様にTACTICOS戦闘管理システム、水上センサー、射撃管制、対潜ソナーのパッケージ供給契約にPGZとタレスは合意した他、Janeによるとイギリス海軍とポーランド海軍の将来的武器共有を見据えて、MBDAの対空ミサイルシステムの導入も検討中と報じられた。
ポーランド側は技術移転を求め、バブコック社、MBDA、タレスなどを協力会社（戦略パートナー）とし、PGZとレモントワ・シップビルドによってポーランド国内で建造されることが決定された。最初の1隻目の装備は購入することになっているが、それ以降についてはオプションとなっている。取材に応じたPGZの広報によるとオート・メラーラ 76 mm 砲や自国製35mm OSU-35K連装砲の装備も検討していると語った。第二次世界大戦時の駆逐艦に基づいた命名されることとなり、2024年1月31日にグディニャの造船所で最初の1番艦が起工された。世界の艦船によれば、艦名はヴィヘル（Wicher）である。
| # | 艦名                | 建造       | 発注   | 起工           | 進水       | 就役       |
| - | ------------------- | ---------- | ------ | -------------- | ---------- | ---------- |
|   | ヴィヘル ORP Wicher | グディニャ | 2022年 | 2024年 1月31日 |            |            |
|   | ORP Burza           | グディニャ |        | 2025年予定     | 2027年予定 | 2030年予定 |
|   | ORP Huragan         | グディニャ |        | 2026年予定     | 2028年予定 | 2031年予定 |